# 新相良站
新相良站（日语：／ Shin-Sagara eki */?）是位於静岡縣榛原郡相良町（現時：牧之原市），靜岡鐵道駿遠線的鐵路車站（廢站）。
在車站東北約100米處（靠近藤枝一方）設有榮丁商店街，該商店街一向十分熱鬧。雖然此站也較多人上下車，但是車站周邊的環境感覺在郊外，在較遠的地方已經是森林，在晚上周邊變得冷清。

## 歷史
- 1926年（大正15年）4月27日 - 藤相鐵道相良站至地頭方站之間開通，相良新站啟用[2]。
- 1943年（昭和18年）5月15日 - 在公司合併後，成為靜岡鐵道藤相線的車站。
- 1948年（昭和23年）9月6日 - 在路線合併後，成為靜岡鐵道駿遠線的車站。
- 1956年（昭和31年）1月1日 - 車站改名為新相良站[2]。
- 1968年（昭和43年）8月22日 - 大井川站至堀野新田之間廢除，此站也被廢除[2]。

## 現狀
在2020年10月24日前，車站遺址變成為靜鐵Justline的相良營業所（巴士站名為「相良營業所」）。

## 相鄰車站
靜岡鐵道
駿遠線
相良－新相良－波津

## 注腳
1. ↑  鉄道停車場一覧：昭和12年10月1日現在 國立國會圖書館數碼化收藏
2. 1 2 3  今尾惠介監修《日本鐵道旅行地圖帳 7號 東海》新潮社 31頁

## 相關項目
- 日本鐵路車站列表 Shi